# 甘佩爾-布拉奇

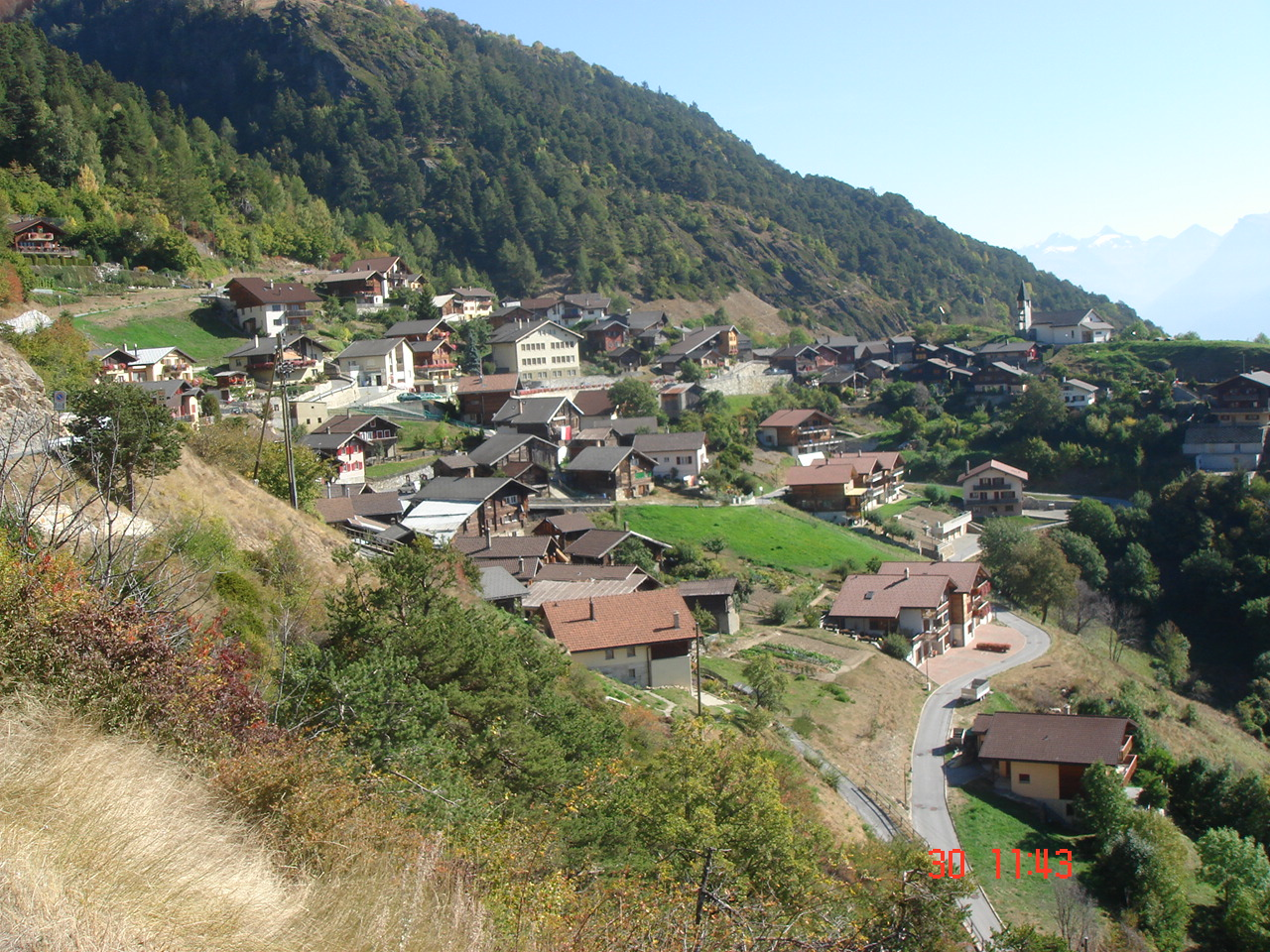

甘佩爾-布拉奇是瑞士的城鎮，位於該國南部，由瓦萊州負責管轄，面積23.09平方公里，約一半土地用於農業，海拔高度634米，2011年人口1,911，人口密度每平方公里83人。

## 外部連結
- Official website （页面存档备份，存于） （德文）